# Stera Mahkama
Der Stera Mahkama (auch Estera Mahkama) (Paschtu: ستره محكمه) ist der Oberste Gerichtshof von Afghanistan. Er wird in der Verfassung Afghanistans in den Artikeln 116 bis 119, 121, 132, 133 und weiteren genannt.

## Bestand
Der Oberste Gerichtshof besteht aus neun Richtern. Nach einer Übergangszeit, in der die Ernennungen für eine unterschiedlich lange Zeitdauer gelten, sind die Richter für jeweils zehn Jahre ernannt. Die Richter werden nach Artikel 117 der Verfassung vom Staatspräsidenten mit Zustimmung der Abgeordnete der Wolesi Dschirga ernannt.
Der Oberste Gerichtshof besteht aus vier Kammern (Dewan): General Criminal Dewan, Public Security Dewan, Civil and Public Rights Dewan und Commercial Dewan.
Nach Artikel 3 der Verfassung gilt, dass „kein Gesetz dem Glauben und den Bestimmungen der heiligen Religion des Islam widersprechen“ darf. Nach Artikel 130 der Verfassung gilt:

„(…) Wenn in einem zur Entscheidung anstehenden Fall in der Verfassung und den sonstigen Gesetzen keine Bestimmungen zu finden sind, müssen die Gerichte ihre Urteile innerhalb der Grenzen dieser Verfassung in Übereinstimmung mit der hanafitischen Rechtslehre (Fiqh) so fällen, dass der Gerechtigkeit auf bestmögliche Weise gedient ist.“

Für schiitische Gläubige gilt hingegen, nach Artikel 131, für persönliche Angelegenheiten der Schia-Rechtskodex.
Nach Artikel 132 der Verfassung hat der Stera Mahkama auch das Vorschlagsrecht für alle Richter, die dann vom Staatspräsidenten bestätigt werden. Die Ernennung selber sowie die Ausübung weiterer Rechte gegenüber den Richtern erfolgt durch die Richter des Obersten Gerichtshofs.
Nach Artikel 144 und 145 hat der Oberste Gerichtshof das Recht auf Mitwirkung im Falle des Ausnahmezustandes.
Der Leiter des Forschungs- und Studienzentrums der Stera Mahkama ist Mohammad Osman Zhobel. Sprecher der Stera Mahkama ist Wahid Muzhda, sein Stellvertreter ist Muhammad Sidiq Zhobel.

## Zusammensetzung
Das Gericht setzt sich aus folgenden Mitgliedern zusammen:
- Vorsitzender Richter Abdul Salam Azimi
- Stellvertretender Vorsitzender Richter Bahauddin Baha
- Richter Abdul Aziz Aziz
- Richter Mohammad Alim Nasimi
- Richter Gholam Nabi Nawai
- Richter Abdul-Rasheed Rashid
- Richter Zamen Ali Behsudi
- Richter Mohammad Omar Barakzai
- Richter Abdul Malik Kamawi

## Geschichte
Im Dezember 2001 trafen sich Führer der Vereinten Front sowie afghanischer Exilgruppen auf der Petersberger Konferenz in Bonn, wo sie sich auf das sogenannte „Petersberger Abkommen“ einigten. Dieses sah unter anderem die Gründung des Stera Mahkama vor.